# James Vick
James William Vick, född 23 februari 1987 i Mineral Wells i Texas, är en amerikansk MMA-utövare som sedan 2013 tävlar i organisationen Ultimate Fighting Championship.